# SS Lazio (női csapat)
Az SS Lazio női labdarúgócsapatát 1969-ben Rómában hozták létre. Az olasz Serie A résztvevője.

## Klubtörténet
1969-ben az ACF Lazio csapatából távozó játékosok alapították a klubot és egy évvel később a Zucchet cég támogatásával indulhattak az első osztályban.
Következő szezonjukban a Lubiam ruházati vállalat vette szárnyai alá az együttest, amely hamar az ország egyik meghatározó csapatává lépett elő. Három bajnoki bronzérem és egy ezüstérem után 1979-ben első scudettójukat emelhették magasba az égszínkékek. Sikerüket 1980-ban újra átélhették, a főszponzor távozása után pedig SS Lazio CF 1975 névre keresztelték a csapatot.
1985-ben második kupagyőzelmüket abszolválták, majd két bajnoki címet szereztek egymás után (1986–87, 1987–88). A 90-es években egy kupagyőzelmet tudtak elhódítani és legközelebbi bajnoki címükre a 2000–01-es évadig kellett várniuk. Címvédőként a soron lévő 2002–03-as évet másodikként zárták, emellett pedig a negyedik kupájukat helyezhették vitrinjükbe. 2004–05-ben egy borzalmas szezont produkálva búcsúztak az élvonaltól.
Öt évbe telt mire újra a legjobbak közé verekedték magukat, de régi fényét nem sikerült visszanyernie a csapatnak és a 2012–13-ban elért 14. helyük újabb kiesést eredményezett.
2020–21-ben négy pont előnnyel végeztek a másodosztály élén, mellyel biztosították élvonalbeli részvételüket a 2021–22-es idényre.

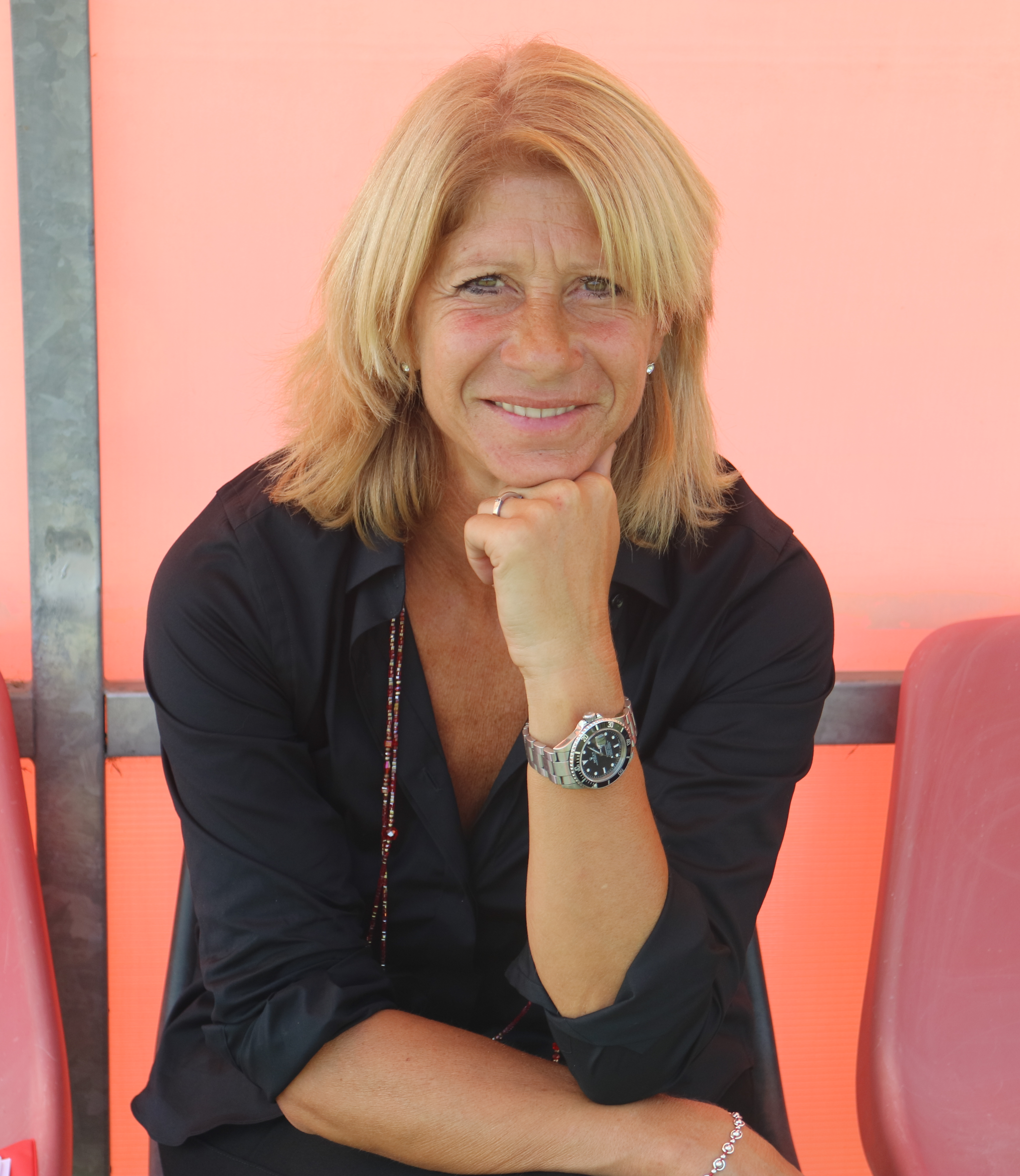
Carolina Morace a klub legendás játékosa és vezetőedzője

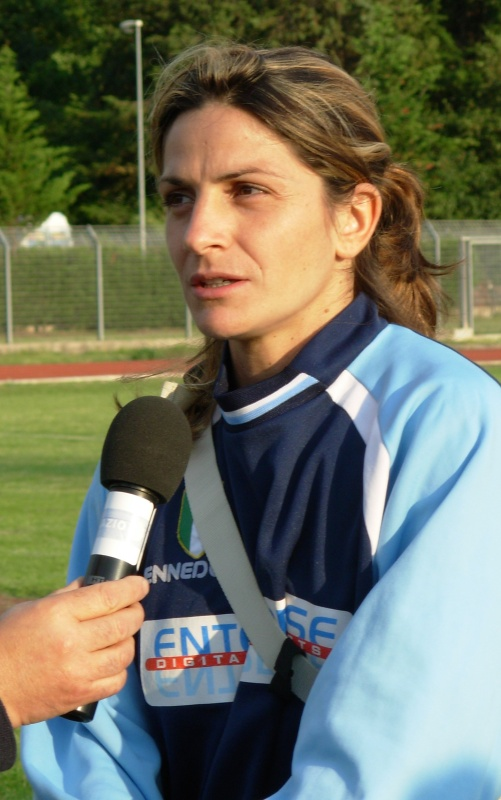
Patrizia Panico 218 meccsen 253 gólt jegyzett az égszínkékeknél

## Sikerlista
- Olasz bajnok (5): 1979, 1980, 1986–87, 1987–88, 2001–02
- Olasz kupagyőztes (4): 1977, 1985, 1999, 2003

## Játékoskeret
2021. augusztus 1-től
| #  |     | Poszt | Név                  |
| -- | --- | ----- | -------------------- |
| 1  | SWE | K     | Stephanie Öhrström   |
| 22 | ITA | K     | Emma Guidi           |
| 39 | ITA | K     | Serena Natalucci     |
|    | ITA | K     | Elettra Martinoli    |
| 4  | DEN | V     | Maria Møller Thomsen |
| 5  | HUN | V     | Fördős Beatrix       |
| 6  | ITA | V     | Federica Savini      |
| 13 | ITA | V     | Martina Santoro      |
| 27 | ITA | V     | Margot Gambarotta    |
| 71 | ITA | V     | Camilla Labate       |
|    | ITA | V     | Ludovica Falloni     |
| 3  | ITA | KP    | Arianna Pezzotti     |
| 7  | ITA | KP    | Sara Berarducci      |

| #  |     | Poszt | Név                    |
| -- | --- | ----- | ---------------------- |
| 8  | MLT | KP    | Rachel Cuschieri       |
| 11 | FIN | KP    | Nora Heroum            |
| 15 | ITA | KP    | Martina Berarducci     |
| 16 | ITA | KP    | Antonietta Castiello   |
| 20 | ITA | KP    | Virginia Di Giammarino |
| 21 | AUS | KP    | Ella Mastrantonio      |
| 7  | SUI | CS    | Julia Glaser           |
| 9  | DEN | CS    | Signe Holt Andersen    |
| 10 | ESP | CS    | Adriana Martín         |
| 14 | ITA | CS    | Sarah Mattei           |
| 24 | ITA | CS    | Francesca Pittaccio    |
| 99 | ITA | CS    | Noemi Visentin         |

## Korábbi híres játékosok
| - Elisabetta Bavagnoli - Valentina Boni - Eleonora Bussu - Monica Caprini - Maria Caramia - Cristina Cassanelli - Claudia Ciccotti - Fabiana Colasuonno - Silvia Colella - Cristina Coletta - Federica D'Astolfo - Daniela Di Bari | - Domenica Fazio - Alice Ferrazza - Adele Frollani - Maura Furlotti - Rita Guarino - Valentina Lanzieri - Chiara Marchitelli - Luciana Meles - Carolina Morace - Patrizia Panico - Rosa Rocca - Daniela Tavalazzi | - Manuela Tesse - Tatiana Zorri - Susanne Augustesen - Virva Junkkari - Anne O'Brien - Morimoto Curu - Aschenbrenner Réka - Carla Couto - Florentina Olar-Spânu - Sabina Radu - Conchi Sánchez - Pia Sundhage |